# Полосато-пёстрый клит
Полосато-пёстрый клит (лат. Anaglyptus mysticus) — вид жуков-усачей из подсемейства настоящих усачей. Распространён в Европе, на Кавказе, в Закавказье, Турции и Северной Африке. Длина тела взрослых насекомых 8—15 мм. Кормовыми растениями личинок являются различные широколиственные деревья и кустарники: бук, клён, лещина, ольха, боярышник, рябина, роза, дуб и др.